# Воєвудки-Гурні
Воєвудки-Гурні (пол. Wojewódki Górne) — село в Польщі, у гміні Беляни Соколовського повіту Мазовецького воєводства.
Населення — 149 осіб (2011).
У 1975—1998 роках село належало до Седлецького воєводства.

## Демографія
Демографічна структура станом на 31 березня 2011 року:
|          | Загалом | Допрацездатний вік | Працездатний вік | Постпрацездатний вік |
| -------- | ------- | ------------------ | ---------------- | -------------------- |
| Чоловіки | 81      | 11                 | 57               | 13                   |
| Жінки    | 68      | 8                  | 40               | 20                   |
| Разом    | 149     | 19                 | 97               | 33                   |